# とよた真帆
とよた 真帆（とよた まほ、1967年（昭和42年）7月6日 - ）は、東京都出身の女優、モデル、タレント。オフィス・メイを経て、トップコートへ移籍。2022年2月より（株）SPICA 所属（代表取締役兼任）。（株）グローバルプロモーションと業務提携。

## 人物・来歴
1983年、学習院女子高等科在校中の17歳の頃からモデルを始める。これ以前に14歳頃の時にも、当時から既に身長が高く体格が良いことで「ミミ萩原の次に」として女子プロレスにスカウトされたこともあると明かしている。1984年に文化学院美術科へ転校。1986年にアニエス・ベーの日本人モデルとしてパリコレクションへ出演した。1989年から女優業を開始。
2002年7月9日に映画監督の青山真治と結婚。2013年3月、青山が脚本および演出を担当した舞台「私のなかの悪魔」に主演、佐戸井けん太と髙橋洋と共演。趣味の絵画では個展も開催している。テレビ収録で訪問したベルギーが縁となり、2009年11月からブリュッセル・ワロン地域親観光大使に就任。得意の料理をテレビ番組で披露する機会も多く、特に豆料理が好物であるという。
2024年、芸能生活40周年記念で歌手デビュー予定。同年1月26日より、株式会社エール社外取締役。

## 出演

### テレビドラマ

#### NHK
- 君の名は（1991 - 1992年） - 清宮（浜口）美子 役
- 宝引の辰捕者帳（1995年） - 照月 役
- 名古屋お金物語2（1997年）
- 生物彗星WoO（2006年） - 神代清美 役
- どんど晴れ（2007年） - 斉藤愛子 役
- ケータイ発ドラマ 激・恋…運命のラブストーリー…（2010年） - 広瀬マキ子 役
- デイジー・ラック（2018年） - 北村万里江 役
- 白い濁流（2021年） ‐ 北野芳子 役

#### 日本テレビ系
- 悪女（1992年、読売テレビ） - 林美奈子 役
- STATION（1995年） - 氷室里香 役
- 竜馬におまかせ!（1996年） - 夢路・和宮 役（二役）
- 億万長者と結婚する方法（2000年） - 宇佐美ふじこ 役
- 慰謝料弁護士～あなたの涙、お金に変えましょう～（2014年、読売テレビ） - 烏丸恵子 役
- 明日、ママがいない（2014年） - ロッカーの母 役
- 火曜サスペンス劇場
  - 「弁護士・朝日岳之助4」（1992年） - 仁堂裕美子 役
  - 「救急指定病院」（1995年） - 駒木根真琴
  - 「身辺警護」（1998年） - 神崎志乃 役
- DRAMA COMPLEX
  - 「松本清張スペシャル・共犯者」（2006年） - 町田夏海 役

#### TBS系
- トップスチュワーデス物語（1990年） - 高橋のりこ 役
- パパとなっちゃん（1991年） - 小宮（榊原）厚子 役
- 結婚したい男たち（1991年） - 大沢涼子 役
- Sweet Home（1994年） - 原槙子 役
- 夢見る頃を過ぎても（1994年） - 木原祥子 役
- パパ・サヴァイバル（1995年） - 北原理恵 役
- Sweet Season（1998年） - 五嶋千香子 役
- 刑事★イチロー（2003年） - 帖富恵 役
- 鉄板少女アカネ!!（2006年） - 王悦子 役
- 特命!刑事どん亀（2007年） - 三村杏子 役
- 月曜ドラマスペシャル
  - 「金田一耕助の傑作推理」（1996年） - 蓮池珠生 役
  - 「フォトグラファー桜井美由紀」（1996 - 1998年） - 桜井美由紀 役
  - 「ファミリー」（1999年） ‐ 羽室弓子 役
- 月曜ミステリー劇場
  - 「探偵 左文字進」（2003年） - 吉岡千枝子 役
  - 「十津川警部シリーズ」（2003年） - 山下保子 役
- 月曜ゴールデン
  - 「警視・深町征爾1」（2012年） - 夏木彩香 役

#### フジテレビ系
- 愛しあってるかい!（1989年） - 神田美樹 役
- すてきな片想い（1990年） - 村瀬真美 役
- 金曜エンタテイメント「名探偵 明智小五郎II 吸血カマキリ」（1995年） - 大河原由美子 役
- 裸の大将 第80話「清と三姉妹の宝探し」（1996年） - 河野雅子 役
- 3番テーブルの客（1996年）
- ナースのお仕事3（2000年） - 桂木京子 役
- 空から降る一億の星（2002年） - 柏木小百合 役
- 大奥スペシャル～幕末の女たち～（2004年） - 姉小路 役
- みんな昔は子供だった（2005年、関西テレビ） - 橋本美智子 役
- 悪い奴ほどよく眠る（2010年） - 岩渕双葉 役
- CONTROL～犯罪心理捜査～（2011年） - 梶間久美 役
- 回廊亭殺人事件（2011年） - 藤森曜子 役
- このミステリーがすごい! ベストセラー作家からの挑戦状 「残されたセンリツ」（2014年） - 多岐川玲 役
- 後妻業（2019年、関西テレビ） - 瀬川頼子 役
- パーフェクトワールド（2019年、関西テレビ） - 東美千代 役
- アライブ がん専門医のカルテ（2020年） - 結城美紀子 役
- 金曜エンタテイメント
  - 「名探偵 明智小五郎II 吸血カマキリ」（1995年） - 大河原由美子 役
  - 「年の差カップル刑事」（2004年） - 唐沢桃子 役
- 金曜プレステージ
  - 「浅見光彦シリーズ」（2008年） - 松岡小百合 役
  - 「赤い霊柩車30」（2012年） - 二条路茜 役
  - 「警部補・佐々木丈太郎5」（2013年） - 白石由加 役
- 三千円の使いかた 第3話（2023年1月21日、東海テレビ・フジテレビ） -  河野千さと 役

#### テレビ朝日系
- 本当にあった怖い話（1992年）
- いちご白書（1993年） - 富樫冴子 役
- セールスレディは何を見た（1993年）
- 彼と彼女の事情（1994年） - 中山真琴 役
- アナザヘヴン（2000年） - 掛川知美 役
- 生きるための情熱としての殺人（2001年） - 上原美津子 役
- スカイハイ2（2004年） - 朝倉伊織 役
- 新・科捜研の女（2006年） - 曽根崎裕子 役
- さくら署の女たち（2007年） - 谷川真琴 役
- おみやさん（2010年） - 木下玲子 役
- 相棒
  - Season16 最終話（2018年） - 三上冨貴江 役
  - Season17 第1話（2018年） ‐ 三上冨貴江 役
- 刑事7人（2019年） - 竹沢茜 役
- 七人の秘書（2020年） - 安田幸世 役[14][15]
- 土曜ワイド劇場
  - 「殺意のバカンス」（1993 - 1996年） - 村上加奈子 役
  - 「7人のOLが行く!1」（1994年） - 今井ちあき 役
  - 「正当防衛」（1997年） - 庄司桐子 役
  - 「山村美紗サスペンス 花の京都・美人姉妹の推理1～3」（1997年 - 1999年） - 谷川百合子 役
  - 「カリスマ美容師殺人事件」（2001年） - 橘あずさ 役
  - 「復讐法廷の女」（2002年） - 小笠原環 役
  - 「母が復讐に燃える時」（2002年） - 那須昌子 役
  - 「山村美紗サスペンス 不倫の旅連続殺人」（2003年） - 西園亜沙子 役
  - 「美人三姉妹の推理旅行」（2004年・2007年） - 園田奈津子（次女） 役
  - 「仮釈放の女」（2005年） - 谷貝亜子 役
  - 「さくら署の女たち」（2006年） - 榊美和 役
  - 「森村誠一の棟居刑事3」（2008年） - 矢吹勢津子 役
  - 「天才刑事・野呂盆六5」（2010年、ABC） - 伊岳綾見 役
  - 「タクシードライバーの推理日誌28」（2010年） - 秋元真子 役
  - 「遺品の声を聴く男3」（2012年、ABC） - 桜木英子 役
  - 「終着駅の牛尾刑事VS事件記者・冴子11」（2012年） - 室沢真知子 役
  - 「法医学教室の事件ファイル35」（2012年） - 朝倉結衣子 役
  - 「ショカツの女 新宿西署 刑事課強行犯係8」（2013年、ABC） - 竹元麻衣子 役
  - 「西村京太郎トラベルミステリー64」（2015年） - 田中啓子 役
  - 「鉄道捜査官16」（2016年） - 平山亜矢子 役
- 日曜プライム
  - 「警視庁・捜査一課長 SP7」（2019年） - 寺門景子 役
  - 「西村京太郎トラベルミステリー71」（2020年） - 三枝しのぶ 役

#### テレビ東京系
- 水曜ミステリー9
  - 「篝警部補の事件簿」（2004年） - 金田良子 役
  - 「看護師・戸田鮎子の推理カルテ2」（2013年） - 片山菜穂子 役
  - 「落としの鬼 刑事 澤千夏2」（2013年） - 本郷菜穂子 役
  - 「監察医・篠宮葉月 死体は語る15」（2014年） - 望月敦子 役
  - 「ソタイ 組織犯罪対策課」（2014年） - 比屋根真里 役
  - 「金沢のコロンボ2」（2015年） - 須藤直美 役
  - 「森村誠一サスペンス 刑事の証明9」（2015年） - 高林久恵 役
- 月曜プレミア8
  - 「当番弁護士 梶原藤子の事件ファイル」（2020年） - 笹倉清美 役
  - 「警視庁遺失物捜査ファイル」（2020年） - 鳴海千鶴 役
- 密命 寒月霞斬り（2008年） - しの 役 /あやめ 役
- ウォーキン☆バタフライ（2008年） - 多湖涼 役
- 白旗の少女（2009年） - 松川カメ 役
- 経済ドキュメンタリードラマ ルビコンの決断（2010年） - 呉裕利子 役
- 孤独のグルメ Season2 第11話 （2012年12月19日）- 吉田美由紀 役
- 二つの祖国（2019年） - 広田静子 役
- 警視庁ゼロ係～生活安全課なんでも相談室～ 静岡SP（2021年） - 龍神薫 役
- 風のふく島 第12話（2025年3月29日） - 井澤奏 役[16]

#### WOWOW
- 贖罪の奏鳴曲（2015年） - 東條美津子 役
- HOTEL -NEXT DOOR-（2022年9月10日 - 10月15日） - 瀬戸貴美子 役[17]

### 映画
- 現代仁侠伝（1997年） - 広上貴美子 役
- 極道の妻たち 決着（1998年） - 秋葉杏子 役
- 9-NINE/ナイン（2000年） - 千尋 役
- BACK STAGE/バックステージ（2001年） - 橘怜子 役 ※友情出演
- 月の砂漠 - アキラ （2001年）
- マネーざんす「La paume～ひよこと百円君」（2001年）※監督
- ピカレスク 人間失格（2002年） - 山口富美栄 役
- プチ美人とお金（2004年、NETCINEMA.TV）
- プチ美人の悲劇（2004年）
- キャッチ ア ウェーブ（2006年） - ジュリアの母 役
- サッド ヴァケイション（2007年） - 牧村 役
- 次郎長三国志（2008年） - おぬい 役
- 旭山動物園物語 ペンギンが空をとぶ（2009年） - 吉田強の母 役
- おと・な・り（2009年） - 雅子 役
- いのちの山河～日本の青空II～（2010年） - 深沢ミキ 役
- 陽だまりの彼女（2013年） - 梶原玲子 役
- PLASTIC（2023年）[18]
- 一月の声に歓びを刻め（2024年） - 真歩 役[19]
- BAUS 映画から船出した映画館（2025年） - タネ 役[20]

### 舞台
- 「恋・高らか太鼓」（明治座・名古屋中日劇場、1997年3月・7月）
- 「これはあけぼの」（サザンシアターほか、2002年9-10月）
- 「世界の中心で、愛をさけぶ」（世田谷パブリックシアターほか、2005年8-9月）
- 彩の国シェイクスピア・シリーズ第19弾 「リア王」（2008年1-2月）
- 「ちっちゃなエイヨルフ」あうるすぽっと（2009年2月）
- 「コースト・オブ・ユートピア」（Bunkamuraシアターコクーン、2009年9月）
- 朗読劇「不在証明／松田優作21年の曳航」（オリエンタルホテル広島4Ｆボールルーム、2010年12月6日）
- 「私のなかの悪魔」（あうるすぽっと、2013年3月25-31日）主演
- 朗読劇「不在証明／松田優作25年の曳航」（下関市民会館中ホール、2013年11月9日）
- 嫁も姑も皆幽霊（2015年、三越劇場） - 水澤克子 役[21]
- 青山真治×古典プロジェクト「フェードル」（東京芸術劇場シアターウエスト、2015年12月4日 - 12月13日）主演 フェードル 役
- ミュージカル『TARO URASHIMA』（2016年8月 明治座）- 竜王の正室 役[22]

### バラエティ・教養番組
- オールスター感謝祭（1994年、1999年） - 解答者
- 料理バンザイ!（1996年頃、テレビ朝日。たまに行くならこんな店リポーター）
- エクスプレス（1999年 - 2000年） - 司会
- イタリア語会話（2006年） - 司会
- 旅に恋して とよた真帆のベルギー 小さな村めぐり（2009年）
- とよた真帆のアジアグルメナビ（食と旅のフーディーズTV・2010年）
- 奇跡の地球物語～近未来創造サイエンス（2010年） - ナレーション
- あさイチ（2010年度）- 不定期ゲスト
- 極める!「とよた真帆のネコ学」（2012年） - リポーター
- タモリ倶楽部（不定期）
- 趣味Do楽（NHK教育）
  - KYOTOで極めるハンサムウーマンライフ（2013年2月 - 3月）
  - いただきます ～お寺のごはん心と体が潤うレシピ～（2014年12月3日 - 2015年1月28日・全8回）
- すてきな写真旅2～一眼レフと旅にでよう～（2014年）
- 探検バクモン 日本まるごと ハイ地～図!（2014年9月10日）
- きょうの健康 病気を防ぐ!最高の食生活（2015年3月30日 - 31日）
- 趣味どきっ! 海・山・町を再発見!おとなの歩き旅（2017年、2018年、NHK Eテレ） - 複数回シリーズ
- TOKYOディープ!（2017年 - 2019年、NHK BSプレミアム） - 不定期
- 新美の巨人たち 木村徳応「観音堂障壁画」（2019年8月17日） - Art Traveler
- 古写真でめぐる!ニッポン新発見旅（2019年12月28日、BSフジ） - ナビゲーター
- バイキングMORE（2020年−2022年3月、フジテレビ） - 不定期ゲスト
- とよた真帆のDIY日和（2020年9月27日・12月20日（単発）、2021年1月8日 - 9月28日（レギュラー放送）、BS朝日）
- ニノさん（2021年6月3日、日本テレビ）
- 徹子の部屋（2023年4月10日、テレビ朝日）

### ラジオ
- SOUNDS OF STORY～ASADA JIRO LIBRARY～「花の咲く部屋」（2014年11月22日、J-WAVE）[23]
- SATURDAY BRACING MORNING（2017年4月1日 - 、bayfm）
- 伊集院光とらじおと（2021年9月23日、TBSラジオ） - ゲスト

## 著作
- 『とよた真帆セーターブック― ナチュラルスタイル』（1998年8月、雄鶏社）ISBN 978-4-27711-328-1
- 『とよた真帆のインテリア・ライフ（別冊Grazia）』（2008年4月、講談社）ISBN 978-4-06340-215-5
- 『論集 蓮實重彦』（2016年7月、羽鳥書店、編者：工藤庸子） - 27名の論者による蓮實重彦論およびエッセイ。とよたはその一篇「蓮實のおじちゃま」を寄稿ISBN 978-4-90470-261-1

### 写真集
- 『ambient M』（2000年3月、ぶんか社、撮影：安珠）ISBN 978-4-82112-279-0

### 連載
- 真帆がゆく（2023年4月 - ） - 『月刊愛石』（愛石社）2023年5月号より連載中

## ディスコグラフィ

### アルバム
- WILD FLOWER（2024年7月31日）[13]